# Barbara Darrow
Barbara Darrow (* 18. November 1931 in Los Angeles, Kalifornien als Barbara Georgine Wittlinger; † 26. August 2018) war eine US-amerikanische Schauspielerin.

## Leben
Barbara Darrow wurde 1931 unter dem Namen Barbara Georgine Wittlinger in Los Angeles (Stadtteil Hollywood) als Tochter eines Landschaftsarchitekten und einer Schauspielerin geboren. Ihr Onkel war der Stummfilmdarsteller John Darrow, dessen Nachnamen sie später als Künstlernamen annahm.
Darrow wurde 1951 von Howard Hughes bei RKO Pictures unter Vertrag genommen. Die erste, noch nicht im Abspann genannte Rolle nach Vertragsschließung folgte im selben Jahr in der Musikkomödie Mein Mann will heiraten. Ihr Filmdebüt gab sie bereits im Jahr zuvor im Drama A Life of Her Own. Es folgten weitere ungenannte Auftritte in mehreren Filmproduktionen, ehe sie 1956 die Rolle der Simone in Der Berg der Versuchung erhielt, nachdem die ursprüngliche Besetzung Marla English krankheitsbedingt ausgefallen war. Eine weitere wichtige Rolle in Darrows Filmkarriere wurde die der Kaeel an der Seite von Zsa Zsa Gabor im 1958 erschienenen Science-Fiction-Film In den Krallen der Venus. 1960 drehte sie mit Je länger, je lieber ihren letzten Spielfilm.
Nach dem Ende ihrer Tätigkeit als Filmschauspielerin trat Darrow in mehreren Fernsehshows und Serien auf, darunter in Dezernat M und Peter Gunn. 1977 beendete sie ihre Schauspielkarriere mit zwei Gastrollen in Die Zwei mit dem Dreh.
Barbara Darrow war von 1956 bis zu dessen Tod im Jahr 2001 mit dem Talentagenten und späteren Unternehmer Thomas David Tannenbaum verheiratet, dessen Vater David Tannenbaum von 1952 bis 1956 Bürgermeister von San Diego war. Das Paar bekam drei gemeinsame Kinder. Darrow starb am 26. August 2018 im Alter von 86 Jahren. Sie wurde auf dem Forest Lawn Memorial Park in Glendale bestattet.

## Filmografie (Auswahl)
- 1950: A Life of Her Own
- 1951: Mein Mann will heiraten (Grounds for Marriage)
- 1954: The French Line
- 1954: Eine Nacht mit Susanne (Susan Slept Here)
- 1956: Fanfaren der Freude (The Best Things in Life Are Free)
- 1956: Diane – Kurtisane von Frankreich (Diane)
- 1956: Der Berg der Versuchung (The Mountain)
- 1957: Alarm für Sperrzone 7 (The Monster That Challenged the World)
- 1958: In den Krallen der Venus (Queen of Outer Space)
- 1959: Peter Gunn (Fernsehserie, eine Folge)
- 1959: Dezernat M (M Squad; Fernsehserie, eine Folge)
- 1960: Je länger, je lieber (Tall Story)
- 1972: Kobra, übernehmen Sie (Mission: Impossible; Fernsehserie, eine Folge)
- 1977: Die Zwei mit dem Dreh (Switch; Fernsehserie, zwei Folgen)